# Сергеев, Александр Сергеевич
Александр Сергеевич Сергеев (28 августа 1897, Серпухов — 24 января 1970, Москва) — советский шахматист и общественный шахматный деятель. Мастер спорта СССР (1925—1935 гг.). Инженер-электрик, кандидат технических наук.

## Биография
Начинал заниматься шахматами в Серпухове у С. В. Дьякова.
Выдвинулся в московских смешанных турнирах I и II категорий.
Чемпион Москвы 1925 г. Бронзовый призёр чемпионатов Москвы 1922 / 1923 и 1928 гг.
Участник чемпионатов СССР 1924, 1925 и 1927 годов.
За победу в «турнире сильнейших любителей», проходившем параллельно с чемпионатом страны 1923 года, удостоен условно звания мастера, которое не подтвердил, неудачно выступив в чемпионате СССР 1924 г. Позже снова выполнил норму мастера спорта СССР, выиграв чемпионат Москвы 1925 года (на этот раз без дополнительных условий).
В 1920—1930-х гг. вёл шахматную работу во всесоюзных и московских шахматных организациях. «Все, кому приходилось иметь дело с Сергеевым, ценили его принципиальное, творческое отношение к возникающим вопросам, сочетающееся с внимательным, чутким подходом к товарищам».
Преподавал в Московском энергетическом институте. Имел ученое звание доцента. В послевоенные годы работал заместителем главного ученого секретаря ВАК.
Характеризуя стиль игры Сергеева, шахматист I категории Н. А. Панченко писал: «Игра Сергеева всегда была чрезвычайно выдержанной в турнирном смысле... <...> Строгий позиционный игрок, он никогда не гнался за эффектами и за победами во что бы то ни стало, предпочитая всему в мире верную ничью и хороший эндшпиль». И. П. Голубев писал, что «...Сергеев производит по стилю вполне благоприятное впечатление. Если и не хватает у него блеска в атаке, то зато вполне достаточно понимания в позиции, а это уже показывает силу игры...». Мастер В. Н. Панов в некрологе вспоминал: «Солидная, спокойная, уравновешенная игра, точный расчет вариантов, высокая техника эндшпиля и завидное хладнокровие — таковы были достоинства молодого маэстро».

## Семья
Жена — Н. А. Блукет (1902—1978), доктор биологических наук, профессор. Одна из сильнейших столичных шахматисток в 1920—1930-х гг., чемпионка Москвы 1926 г., чемпионка МОСПС 1935 г., в довоенные годы — бессменная чемпионка ДСО «Колос».

## Спортивные результаты
| Год         | Город     | Соревнование                                                                   | + | −  | = | Результат | Место |
| ----------- | --------- | ------------------------------------------------------------------------------ | - | -- | - | --------- | ----- |
| 1921 / 1922 | Москва    | Первенство Москвы                                                              |   |    |   | 5½ из 16  | 12—14 |
| 1922        | Москва    | Смешанный турнир I и II категорий                                              |   |    |   | ?? из 11  | 1—2   |
|             | Москва    | Матч Москва — Петроград (10-я доска, против Хвиливицкого)                      | 1 | 1  | 0 | 1 из 2    |       |
| 1922 / 1923 | Москва    | Первенство Москвы                                                              |   |    |   | 6 из 10   | 3—5   |
| 1923        | Петроград | «Турнир сильнейших любителей» (параллельно со 2-м чемпионатом СССР) группа № 3 |   |    |   | 8 из 11   | 1—2   |
| 1923        | Петроград | финальный турнир                                                               | 4 | 0  | 2 | 5 из 6    | 1     |
| 1924        | Москва    | Первенство Москвы                                                              |   |    |   | 9½ из 16  | 6     |
|             | Москва    | 3-й чемпионат СССР                                                             | 1 | 10 | 6 | 4 из 17   | 16—17 |
| 1924 / 1925 | Москва    | Первенство Москвы                                                              | 9 | 0  | 8 | 13 из 17  | 1     |
| 1925        | Ленинград | 4-й чемпионат СССР                                                             | 6 | 5  | 8 | 10 из 19  | 9—10  |
| 1926        | Москва    | Первенство Москвы                                                              | 7 | 3  | 7 | 10½ из 17 | 7     |
|             | Москва    | Матч Москва — Ленинград (5-я доска, против А. И. Куббеля)                      | 0 | 1  | 1 | ½ из 2    |       |
| 1927        | Москва    | 5-й чемпионат СССР                                                             | 5 | 7  | 8 | 9 из 20   | 13    |
|             | Москва    | Первенство Москвы                                                              | 6 | 3  | 6 | 9 из 15   | 5—6   |
| 1928        | Москва    | Первенство Москвы                                                              | 8 | 3  | 6 | 11 из 17  | 3—4   |
| 1930        | Москва    | Турнир московских мастеров                                                     | 1 | 2  | 4 | 3 из 7    | 6     |
|             | Москва    | Первенство Москвы                                                              | 3 | 13 | 1 | 3½ из 17  | 17    |
|             | Ленинград | Матч рабпроса Ленинград — Москва (против А. Ф. Ильина-Женевского)              | 0 | 1  | 1 | ½ из 2    |       |
| 1932        | Москва    | Турнир московских мастеров (двухкруговой)                                      | 3 | 6  | 3 | 4½ из 12  | 6     |
| 1933 / 1934 | Москва    | Первенство Москвы                                                              | 3 | 13 | 3 | 4½ из 19  | 19    |
| 1934        | Москва    | Матч Москва — Ленинград (против Л. Я. Савицкого)                               | 1 | 1  | 0 | 1 из 2    |       |
|             | Москва    | Отборочный турнир мастеров (к 9-му чемпионату СССР)                            | 2 | 3  | 2 | 3 из 7    | 6     |
| 1935        | Москва    | Первенство Москвы                                                              |   |    |   | 7½ из 17  | 10—12 |
| 1937        | Москва    | Матч Домов ученых Москвы и Ленинграда (против Эйнора)                          | 1 | 0  | 0 | 1 из 1    |       |
| 1938        | Москва    | Первенство Москвы                                                              | 2 | 11 | 4 | 4 из 17   | 17    |